# Howard Waldrop
Pour les articles homonymes, voir Waldrop.
Œuvres principales
- Histoire d'os

Howard Waldrop, né le 15 septembre 1946 à Houston dans le Mississippi et mort le 14 janvier 2024 à Austin au Texas, est un écrivain américain de science-fiction.

## Biographie
Howard Waldrop naît le 15 septembre 1946 à Houston (Mississippi). Il passe la majeure partie de sa vie au Texas. Il a vécu quelques années dans l'État de Washington, mais est depuis retourné à Austin. C’est un grand amateur de pêche à la mouche. Il anime plusieurs ateliers d'écriture (Turkey City, Rio Hondo,  Clarion).

### Carrière
Les premiers écrits de Howard Waldrop en 1972 sont des nouvelles de science-fiction plutôt destinées à de jeunes lecteurs. Elles ont été rassemblées avec d'autres histoires anciennes, certaines inédites, comme H'ard Starts: The Early Waldrop  et réimprimées en 2023.
Howard Waldrop écrit en 1974 The Texas-Israeli War : 1999 (1974) avec Jake Saunders. Ce  premier roman décrit une Amérique post-apocalyptique balkanisée d’après Troisième Guerre mondiale où 90 % de la population mondiale ont été détruits et où la perte conséquente de toute technologie nécessite l'utilisation d'armes héritées du passé comme des chars de la Seconde Guerre mondiale, ainsi que des armes de western. En plus de nombreuses nouvelles, deux histoires plus longues suivent : Them Bones (1984), un conte situé entre quatre mondes alternatifs entrelacés via le voyage dans le temps visant à prévenir la Troisième Guerre mondiale.
Son seul autre roman A Dozen Tough Jobs (1989) est basé sur les travaux d'Hercule mais dans le décor du Mississipi des années 1920 : la Grèce antique transposée confronte travailleurs noirs et  rednecks, un univers sinistre où apparaît le Ku Klux Klan. La ressemblance de l’histoire avec le film des frères Coen, O Brother, Where Art Thou ? (2000), a été remarquée d’autant plus que l'un des personnages du film s'appelle Vernon T. Waldrip.
Les romans de Howard Waldrop se distinguent de ses nouvelles par son orthodoxie relative, et par le fait qu’il renonce à son procédé habituel d’anticipation qui, comme pour nombre d’auteurs d’après-guerre, se base sur l'hypothèse que l'avenir peut être perçu comme une continuation du présent, et que ce monde continu pourrait être imaginé, habité, et sauvé si nécessaire. Après des auteurs comme Guy Davenport ou Kurt Vonnegut avant lui, Howard Waldrop est peut-être l'écrivain de science-fiction qui a le mieux instillé le sentiment qu'il était déjà trop tard, que la doxa de la science-fiction dans un continuum du monde était un cauchemar dont nous aurons du mal à nous arracher.
En raison de l'humour de ses contes, découlant souvent de juxtapositions improbables et autres anachronismes quasi surréalistes (avant leurs épilogues souvent stupéfiants ), le travail d’Howard Waldrop ressemble plus à la version du fou trouvée dans les pièces tardives de William Shakespeare, qui nous fait rire alors qu’il nous confronte à des vérités que nous choisissons d’ignorer, et qui lui-même peut périr.
Il a écrit une soixantaine de contes et nouvelles et participe à de nombreuses rencontres thématiques. En 2004, Howard Waldrop rédige également des critiques de films avec Lawrence Person pour Locus Online.

### Mort
Howard Waldrop meurt le 14 janvier 2024 à l’âge de 77 ans, à Austin (Texas).

## Œuvres

### SérieWild Cards
1. Wild Cards, J'ai lu, coll. Nouveaux Millénaires, 2014 ((en) Wild Cards, 1987)Anthologie de nouvelles écrites avec Edward Bryant, Michael Cassutt, Leanne C. Harper, Stephen Leigh, David D. Levine, George R. R. Martin, Victor Milán, John J. Miller, Lewis Shiner, Melinda Snodgrass, Carrie Vaughn, Walter Jon Williams et Roger Zelazny

### Romans indépendants
- Israël frappe à Dallas, Sagitaire, 1976 ((en) The Texas-Israeli War: 1999, 1974)Écrit avec Jake Saunders (en).
- Histoire d'os, La Découverte, 1986 ((en) Them Bones, 1984), trad. Michel Deutsch
- (en) A Dozen Tough Jobs, 1989

### Recueils de nouvelles
- (en) Howard Who?, 1986
- (en) All About Strange Monsters of the Recent Past, 1987
- Ces chers vieux monstres, Denoël, coll. Présence du futur, 1990Ce recueil est constitué de nouvelles extraites des recueils Howard Who? et All About Strange Monsters of the Recent Past.
- (en) Night of the Cooters, 1990
- (en) Going Home Again, 1997
- (en) Dream Factories and Radio Pictures, 2001
- (en) Custer's Last Jump and Other Collaborations, 2003Ce recueil inclut des collaborations avec Steven Utley (en), Bruce Sterling, Leigh Kennedy, George R. R. Martin et d'autres écrivains.
- (en) Heart of Whitenesse, 2005
- (en) Things Will Never be the Same: Selected Short Fiction 1980–2005, 2007
- (en) Other Worlds, Better Lives: Selected Long Fiction 1989-2003, 2003
- (en) Horse of A Different Color: Stories, 2013
- (en) H’ard Starts: The Early Waldrop, 2023

### Nouvelles traduites en français
- Les Vilains Poulets, 1982 ((en) The Ugly Chickens !, 1980)Publiée dans le recueil Univers 1982, J'ai lu
- Trente minutes sur Broadway !, 2014 ((en) Thirty Minutes Over Broadway !, 1987)Publiée dans l'anthologie Wild Cards, J'ai lu, coll. « Nouveaux Millénaires »

## Prix et nominations
- Nomination pour la meilleure nouvelle[4] 1976 pour Mary Margaret Road-Grader
- Nomination pour la meilleure nouvelle 1976 pour Le dernier saut de Custer par Steven Utley et Howard Waldrop.
- Prix Nebula de la meilleure nouvelle longue 1980 pour Les Vilains Poulets
- Prix World Fantasy de la meilleure nouvelle 1981 pour Les Vilains Poulets
- Nomination pour la meilleure nouvelle 1982 pour God's Hooks par Howard Waldrop
- Nomination pour la meilleure nouvelle 1985 pour Heirs of the Perisphere de Howard Waldrop, publié par Playboy
- Nomination pour la meilleure nouvelle 1985 pour Flying Saucer Rock & Roll de Howard Waldrop, publié par Omni
- Nomination pour la meilleure nouvelle 1986 pour The Lions Are Asleep This Night de Howard Waldrop, publié par Omni
- Nomination pour la meilleure nouvelle 1988 pour Do Ya, Do Ya, Wanna Dance de Howard Waldrop, publié par Asimov's Magazine
- Nomination pour la meilleure nouvelle 1989 pour Une douzaine d'emplois difficiles par Howard Waldrop
- Prix Locus du meilleur recueil de nouvelles 1992 pour Night of the Cooters: More Neat Stories
- Prix World Fantasy grand maître 2021